# Vladimír Tomeš
Vladimír Tomeš (27. února 1930, Dolní Poustevna – 4. září 2019, Praha) byl český herec, rozhlasový režisér a překladatel z němčiny.

## Život
Vladimír Tomeš vystudoval v letech 1941-1949 reálné gymnázium v Praze a poté pokračoval ve studiu herectví na pražské DAMU, které zakončil roku 1952. Pak působil v několika oblastních divadlech (Mladá Boleslav, Hradec Králové, Příbram) a roku 1961 nastoupil jako režisér slovesných pořadů do krajského rozhlasového studia v Plzni. Do pražské Hlavní redakce literárně-dramatického vysílání přešel v listopadu roku 1975 a pracoval zde až do svého odchodu do důchodu roku 1994 (v externím svazku působil i poté).
Jako režisér se specializoval na literární pořady, významnou součást jeho tvorby ale představuje i realizace rozhlasových her. Po nástupu do Prahy natočil kolem deseti částí nekonečného normalizačního seriálu Jak se máte, Vondrovi?). Jako herec si zahrál i ve filmu Jarní povětří (1961) režiséra Ladislava Helgeho. Znalost němčiny jej přivedla k překladům a úpravám dramatických a prozaických děl z německé jazykové oblasti.

## Režijní práce v rozhlase (výběr)
- 1970 - Paul Everac: Rozhovor o květině.
- 1971 – Václav Kliment Klicpera: Rohovín Čtverrohý.
- 1971 - František Ferdinand Šamberk: Jedenácté přikázání.
- 1971 – Jan Nepomuk Štěpánek: Veselý pohřeb.
- 1972 - Dimitar Dimov: Odpočinek v Arcu Iris.
- 1973 - Konstantin Paustovskij: Noční dostavník.
- 1978 - Voltaire: Candide.
- 1979 – Olexandr Dovženko: Poéma o moři.
- 1981 - Viktor Dyk: Ondřej a drak.
- 1986 - E. T A. Hoffmann: Zlatý kořenáč.
- 1989 - Gustave Flaubert: Prosté srdce.
- 1993 - Arthur Schnitzler: Anatol.

## Překlady (výběr)
- 1968 - Arthur Schnitzler: Anatol.
- 1977 - Arthur Schnitzler: Slečna Elsa._
- 1981 - Gert Hofmann: Zatopení.
- 1982 – Peter Altenberg: Ten blázen Altenberg.
- 1985 – Maxie Wanderová: Život skvělá alternativa.
- 1987 – Tankred Dorst: Já, Feuerbach.
- 1988 – Tankred Dorst: Merlin aneb Pustá země.
- 1988 – Thomas Bernhard: Divadelník.
- 1989 - Hermann Hesse: Večerní mraky.
- 1990 - Martin Walser: Prchající kůň.
- 1991 - Wolfgang Hildesheimer: Pod zemí.
- 1991 – Tankred Dorst: Karlos.
- 1992 – Tankred Dorst: Fernando Krapp mi napsal tenhle dopis.
- 1993 – Tankred Dorst: Pan Paul.
- 1993 – Paul Kornfeld: Žid Süss.
- 1994 - Hermann Hesse: Malé radosti.
- 1995 - Stefan Heym: Zpráva o králi Davidovi.
- 1997 – Tankred Dorst: Legenda o nebohém Jindřichovi.
- 1998 - Tankred Dorst: Co dělat.
- 1998 - Hermann Hesse: Stupně; Pozdní básně; Raná próza.
- 1999 – Johann Wolfgang Goethe: Torquato Tasso.
- 1999 - Peter Turrini: Hotovo. Konec.
- 2000 - Hermann Hesse: Putování; Obrázková kniha; Stopa ze snu.
- 2001 - Hermann Hesse: Pozdní prózy.
- 2002 - Franz Grillparzer: Vlny moře a lásky.
- 2004 - Hermann Hesse: Psáno do písku.
- 2005 - Quintus ze Smyrny: Achilleus a Penthesileia.
- 2006 – Tankred Dorst: Krásné místo.
- 2008 - Karoline von Günderrode: Život ve snu.
- 2012 - Hermann Hesse: Radosti zahradníka, spolupřekladatel.